# Dent
För andra betydelser, se Dent (olika betydelser).
Dent är en by och en civil parish i Cumbria, England. Orten har 675 invånare (2001).